# Kombinationskraftwagen

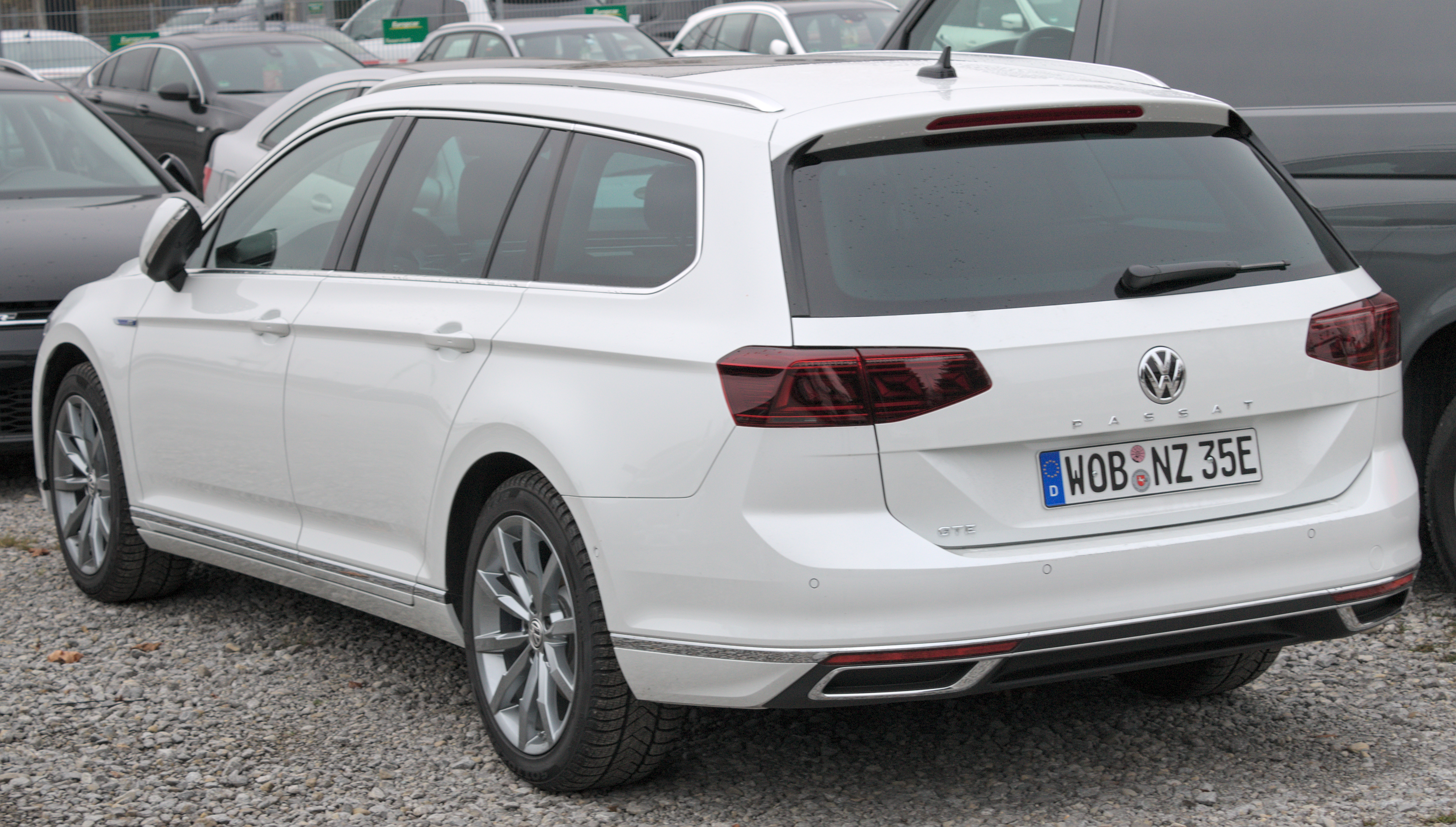
Verkauft sich mehrheitlich (über 70 %) als Kombi-Version Variant: VW Passat (2020)

Ein Kombinationskraftwagen, kurz Kombi, ist eine Karosseriebauform für Pkw mit besonders großem Ladevolumen. Die Bezeichnung leitet sich von der Kombination von Pkw und Lkw ab, da das Fahrzeug sowohl Personen befördern als auch Lasten transportieren kann.
Die EG-Fahrzeugklasse für einen Kombi ist M1 AC (Kombilimousine), in der Schweiz Carosseriecode 161 (Stationswagen).

## Definition und Merkmale

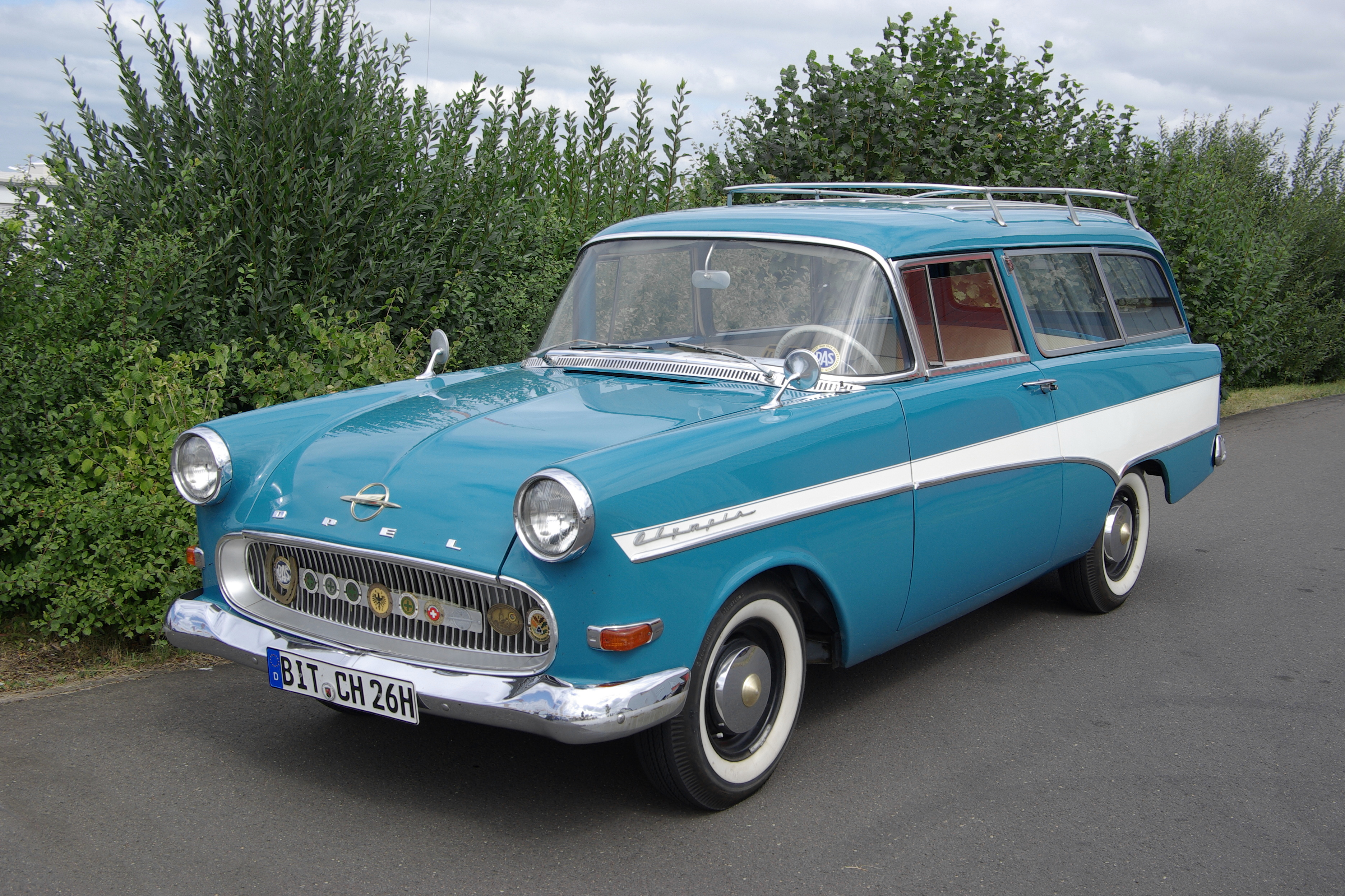
Opel Olympia Rekord P1 Caravan, noch konzipiert als reines Nutzfahrzeug (1960)

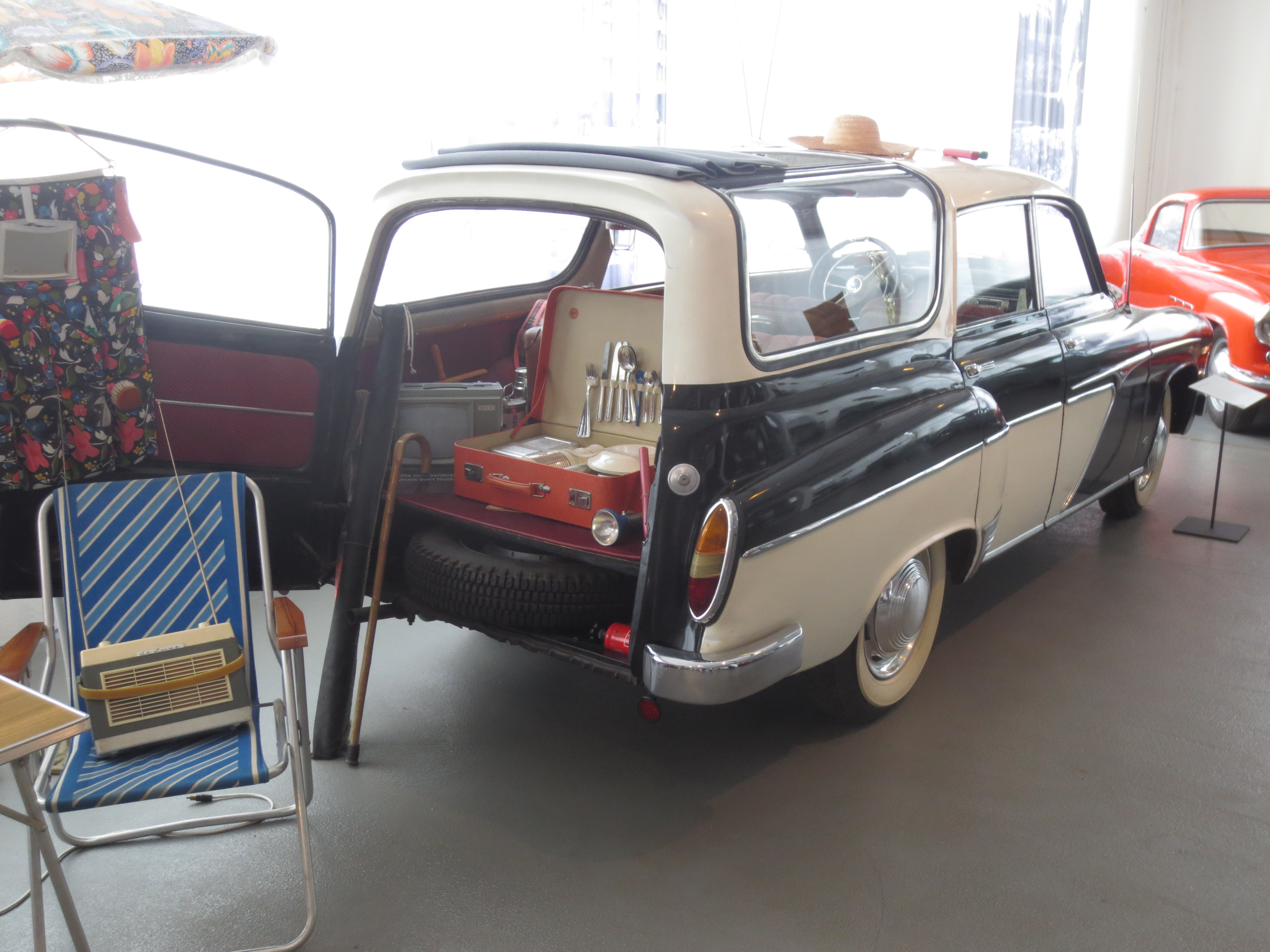
Wartburg Camping, 1956 ein Vorreiter des späteren Lifestyle-Images des Kombis

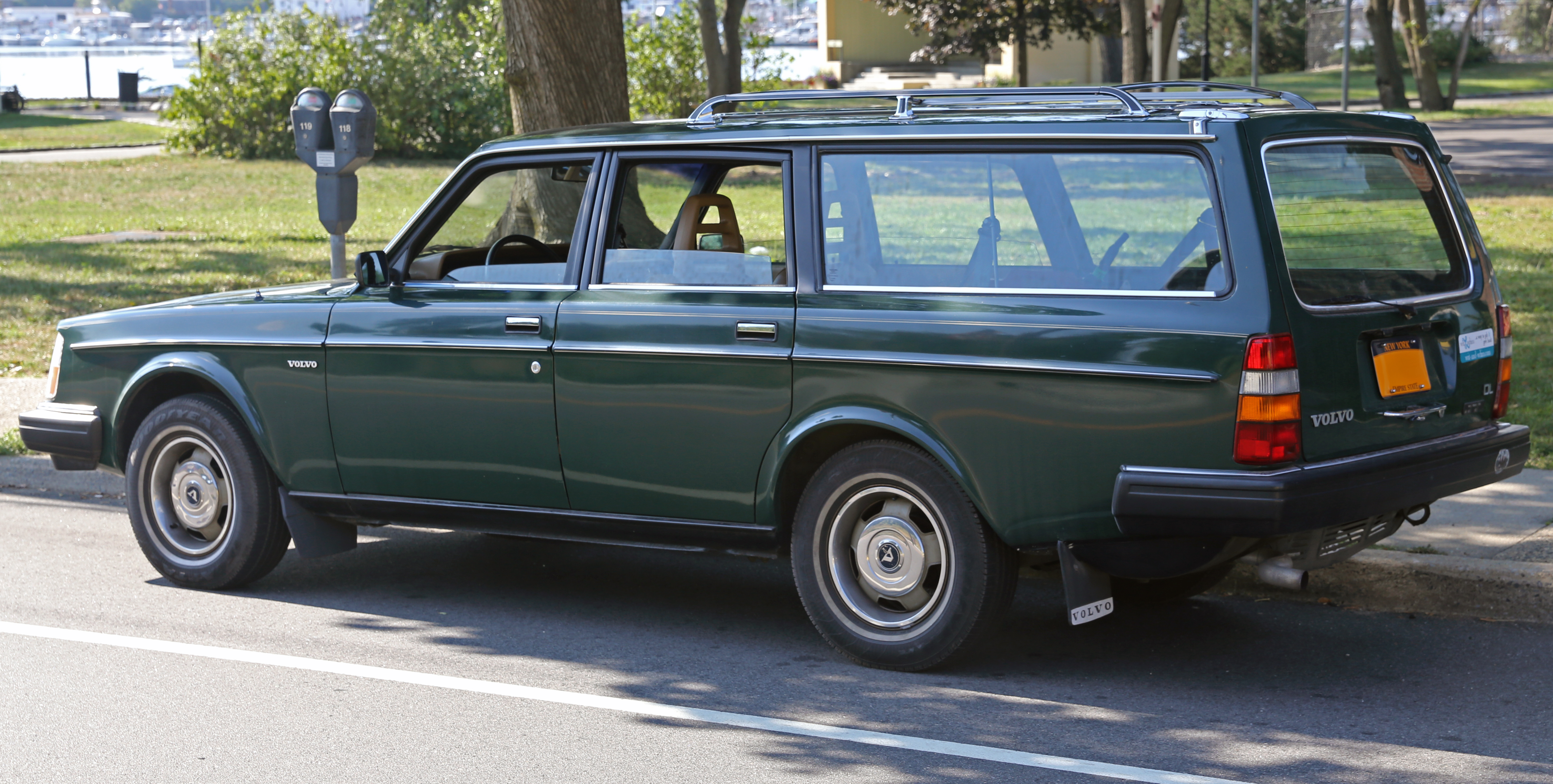
Stark am Nutzwert orientierter Kombi mit fast senkrechter Heckklappe: Volvo 245 (1983)

Der Begriff umfasst den Kleinbus, verschiedene Arten von Hochdachkombis, Sport Utility Vehicles und Vans. Umgangssprachlich sind meist PKW mit nahezu senkrechter Heckklappe und Ladefläche im Innenraum gemeint. Sie unterscheiden sich von der entsprechenden Limousine durch ein längeres Dach und zusätzliche D-Säulen. Dieser Artikel bezieht sich auf die umgangssprachliche Bedeutung.
Kombis waren ursprünglich meist dreitürige, einfach ausgestattete Nutzfahrzeuge für Handwerk und Kleingewerbe, und wurden beispielsweise als ungeeignet für eine Fahrt ins Theater angesehen. Der große Imagewandel des Kombis zum zwar nutzwertorientierten, aber dennoch vorzeigbaren PKW erfolgte erst ab den 1970er Jahren. Seit dem Auslaufen des Ford Escort ’86 (1990), des Opel Kadett E (1990) und des VW Polo II (1994) sind fast nur noch fünftürige Modelle auf dem Markt. Eine Ausnahme ist seit 2007 der Mini Clubman. Hersteller wie BMW, Audi und Mercedes-Benz begannen in den 1990er Jahren, Kombis als schicke Lifestyle-Fahrzeuge zu vermarkten, die sich nun endgültig vom Nutzfahrzeug-Charakter abheben sollten. Der Laderaum ist heute verkleidet, mit Teppich ausgelegt und mit einer Abdeckung versehen. Auch in der oberen Mittelklasse gibt es durchweg Kombivarianten, die sich als Familienfahrzeuge und Dienstwagen etabliert haben. Viele Fahrzeugmodelle werden sogar mehrheitlich als Kombi verkauft, beim VW Passat liegt der Kombianteil beispielsweise bei 70 % und die Hersteller Volvo und Subaru verkaufen in Europa seit Ende der 1980er Jahre kontinuierlich mehr Kombis als Limousinen. Handwerker und Kleingewerbetreibende benutzen für Transportzwecke inzwischen vorwiegend Kastenwagen-Abwandlungen von Kombimodellen und Kleintransporter.
In der DDR wurden schon frühzeitig Kombis produziert, die bewusst vom Charakter eines Nutzfahrzeugs abgehoben waren. Eines der ersten derartigen Kombimodelle war der 1956 herausgebrachte Wartburg Camping mit fünftüriger Karosserie, verkleidetem Laderaum, Panorama-Scheiben und Faltschiebedach. Die heute übliche Kofferraumabdeckung wurde beim Wartburg bereits ab 1968 verwendet.
Kombis waren die ersten Fahrzeuge mit umklappbaren Rücksitzen, mit denen sich eine durchgehende Ladefläche von der Heckklappe bis zu den Vordersitzen schaffen ließ. Die heute übliche geteilte Rücksitzlehne hatte der Peugeot 305 Break bereits ab 1980. Später wurde diese Bauform auch für Schrägheck- und Stufenheck-Limousinen übernommen. Ein durchschnittliches Maß für die Laderaumlänge liegt bei Europäischen Kombis ca. bei 180 cm, der Citroën CX Break sowie viele US-amerikanische Modelle, wie z. B. der Chevrolet Celebrity, weisen Laderaumlängen von über 200 cm auf. Moderne Kombis der höheren Preissegmente besitzen optional eine ein- und ausfahrbare Bodenplatte zur einfacheren Beladung. Die Trennung von Laderaum und Sitzen kann in allen Klassen durch variable Netze oder Gitter erfolgen.
Verglichen mit Limousinen haben Kombis bauartbedingt eine stärkere Verwindung und neigen stärker zum Dröhnen, sodass der Fahrkomfort vermindert ist. Zudem kann das Wageninnere von Kombis im Winter weniger effektiv beheizt werden. Vor allem in der Vergangenheit wurde dem Kombi zudem eine weniger elegante Gestaltung zugesprochen, da es sich anfangs oft um rein zweckmäßige Abwandlungen einer Limousine handelte.

## Verbreitung, Neupreis und Marktwert

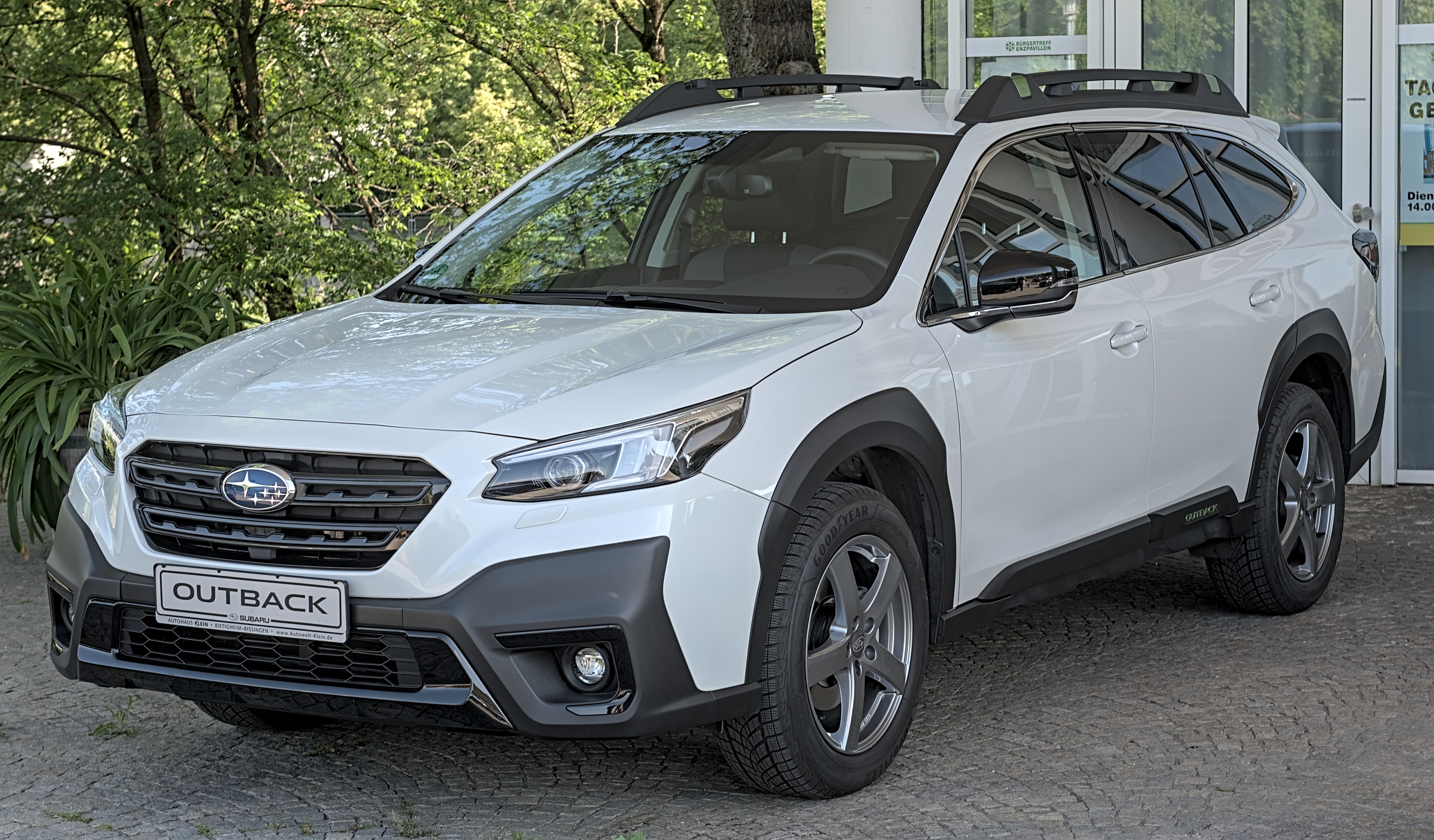
2023 der meistverkaufte Kombi weltweit: Subaru Outback

Kombis sind meist teurer als vergleichbare Limousinen. Gründe sind der Mehraufwand in der Produktion durch die große Heckklappe, zwei weitere Seitenscheiben, die klappbare Rückbank und häufig eine Dachreling, sowie technische Ergänzungen gegenüber der Limousine, wie eine verstärkte Hinterachse oder eine Niveauregulierung. Bauartbedingt muss die Karosserie an manchen Stellen zusätzlich versteift werden. In einer Marketing-Initiative von Ford wurden zeitweise einige Kombis zum gleichen Preis wie die Limousine angeboten. Der Wiederverkaufswert eines Kombis liegt (in Deutschland) meist höher als der des Limousinenmodells, deutlich höher als die Neupreis-Differenz. Kombis erfreuen sich vor allem in Deutschland einer besonders großen Popularität, in vielen anderen Ländern gelten Kombis hingegen als bieder, spießig und schwer verkäuflich. Beispielsweise hatten Hersteller in den USA die Kombi-Modelle (station wagon) seit Mitte der 1990er Jahre durch SUVs oder Minivans ersetzt. Einen ersten Versuch, den „station wagon“ in den USA wieder zu etablieren, unternahm Chrysler Ende 2004 mit dem Dodge Magnum (mit einem 5,7-Liter-V8-Motor) – mit mäßigem Erfolg, schon 2008 wurde die Modellreihe wieder eingestellt.
2023 wurden weltweit rund 1,6 Millionen Kombis verkauft. Knapp 70 Prozent davon entfielen auf den europäischen Markt, wobei Deutschland mit rund 415.000 Einheiten den größten Markt darstellte. In Tschechien war der Marktanteil am höchsten. Hier war jedes fünfte Modell ein Kombi. Die USA war mit rund 175.000 Kombis der zweitgrößte Kombi-Markt weltweit. Einen großen Anteil daran hat der Subaru Outback – 93 Prozent aller dort verkaufter Kombis entfiel auf ihn. Dieses Modell ist auch die Ursache dafür, dass Subaru der größte Kombi-Hersteller der Welt ist, vor Škoda und Volkswagen.

## Sonderformen

### Shooting Brake

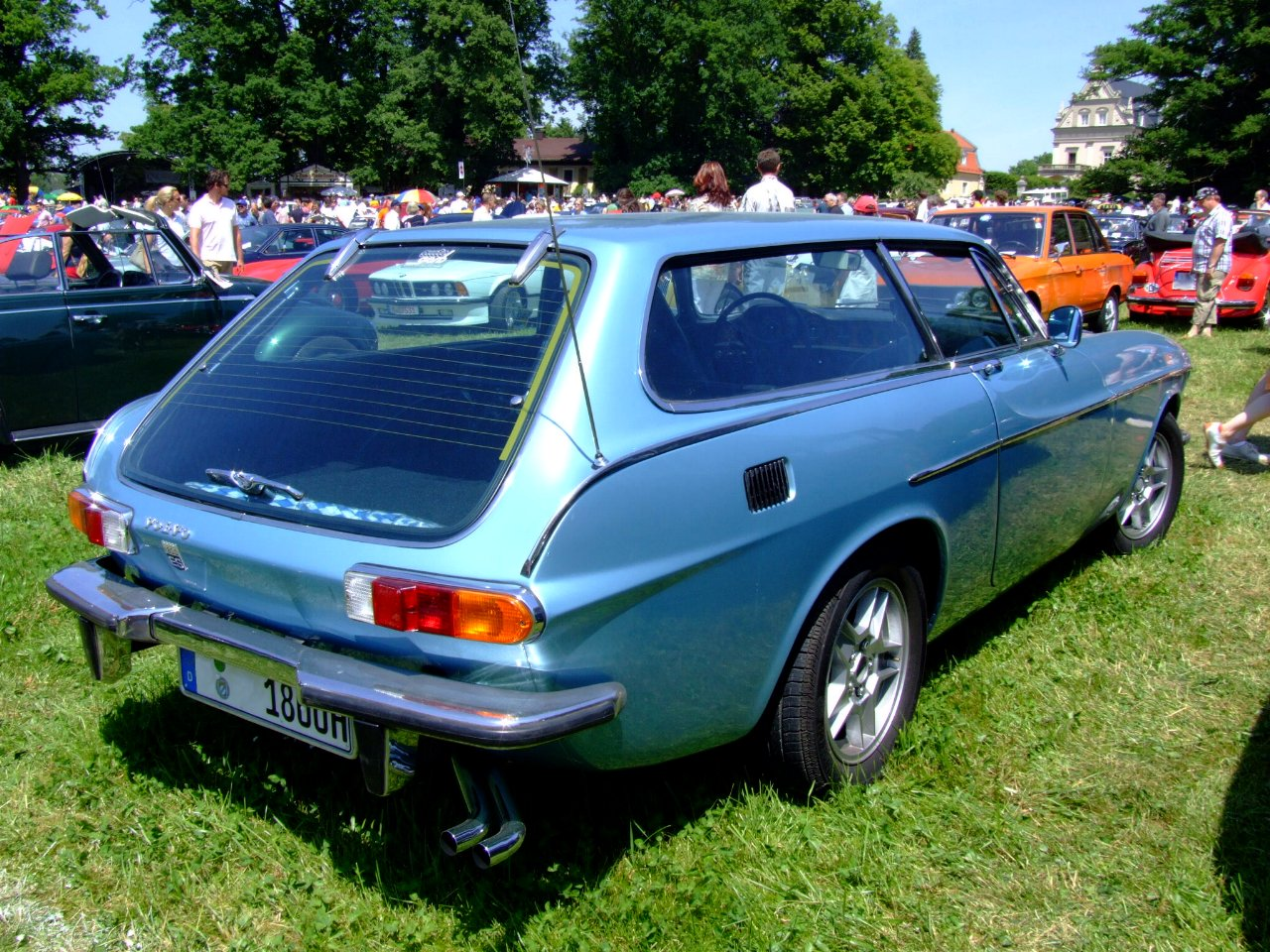
Shooting Brake: Volvo P1800 ES (1971)

Eine besondere Version des Kombiwagens ist der Shooting Brake (Kombilimousinen und Kombicoupés sind Hatchbacks, gehören also weder zu den Kombis noch haben sie einen Drei-Box-Aufbau wie Limousinen oder Coupés). Er ähnelt in seiner Seitenlinie einem Coupé mit einem langgezogenen Dach und Steilheck-Abschluss.
Ein Brake ist ursprünglich eine schwere, einspännige Kutsche, die zum Zähmen von Pferden verwendet wurde. Daraus abgeleitet wurde der leichtere Shooting Brake, der für die Jagd entwickelt wurde und in der Regel ein Gestell zum Mitführen des erlegten Wilds am Heck trug.
Diese Fahrzeuggattung war in England Ende der 1960er Jahre populär; es gab zum Beispiel den Reliant Scimitar und den in Kleinserie gebauten Aston Martin DB5 mit Kombiheck. Ein als „Sport Wagon“ bezeichneter Vorläufer dieser Art war der Chevrolet Nomad in der 1955 bis 1957 gebauten Version. Für schicke, sportliche Autos war damals die Bezeichnung Kombi fast eine Beleidigung, deshalb bezeichnete man zum Beispiel auch den Volvo P1800 ES als Shooting Brake (Spitzname „Schneewittchensarg“). Auch das BMW-Z3-Coupé (1996–2002; Spitzname „Turnschuh“) und der Mini Clubman sind Shooting Brakes.
In letzter Zeit wird die Bezeichnung auch für vier- beziehungsweise fünftürige sportliche Kombis mit Coupé-ähnlicher Linienführung verwendet. Gelegentlich werden auch Estate cars (vgl. nächster Absatz) als Shooting Brakes bezeichnet.

### „Woodie“, Suburban und Estate Car

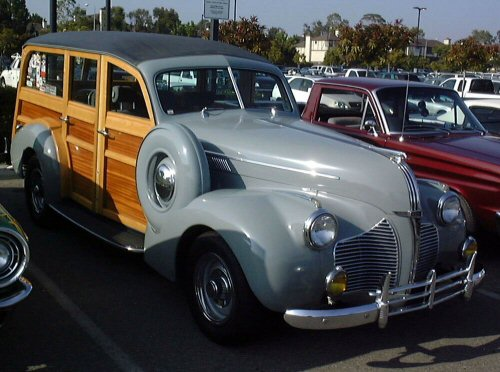
Pontiac Special Series 25 Woodie (1940)

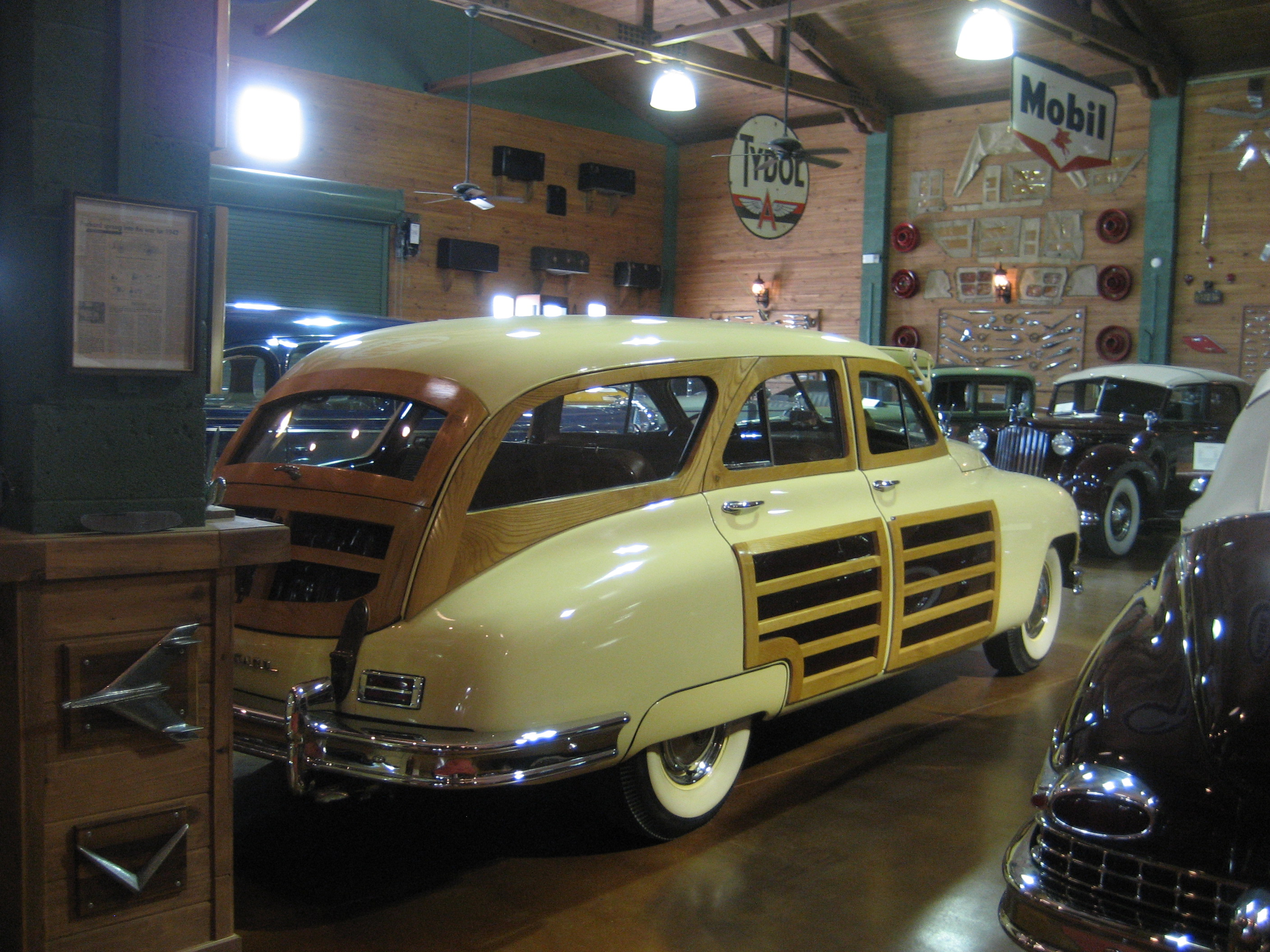
Packard Eight Station Sedan Modell 2201-2293 (1948).

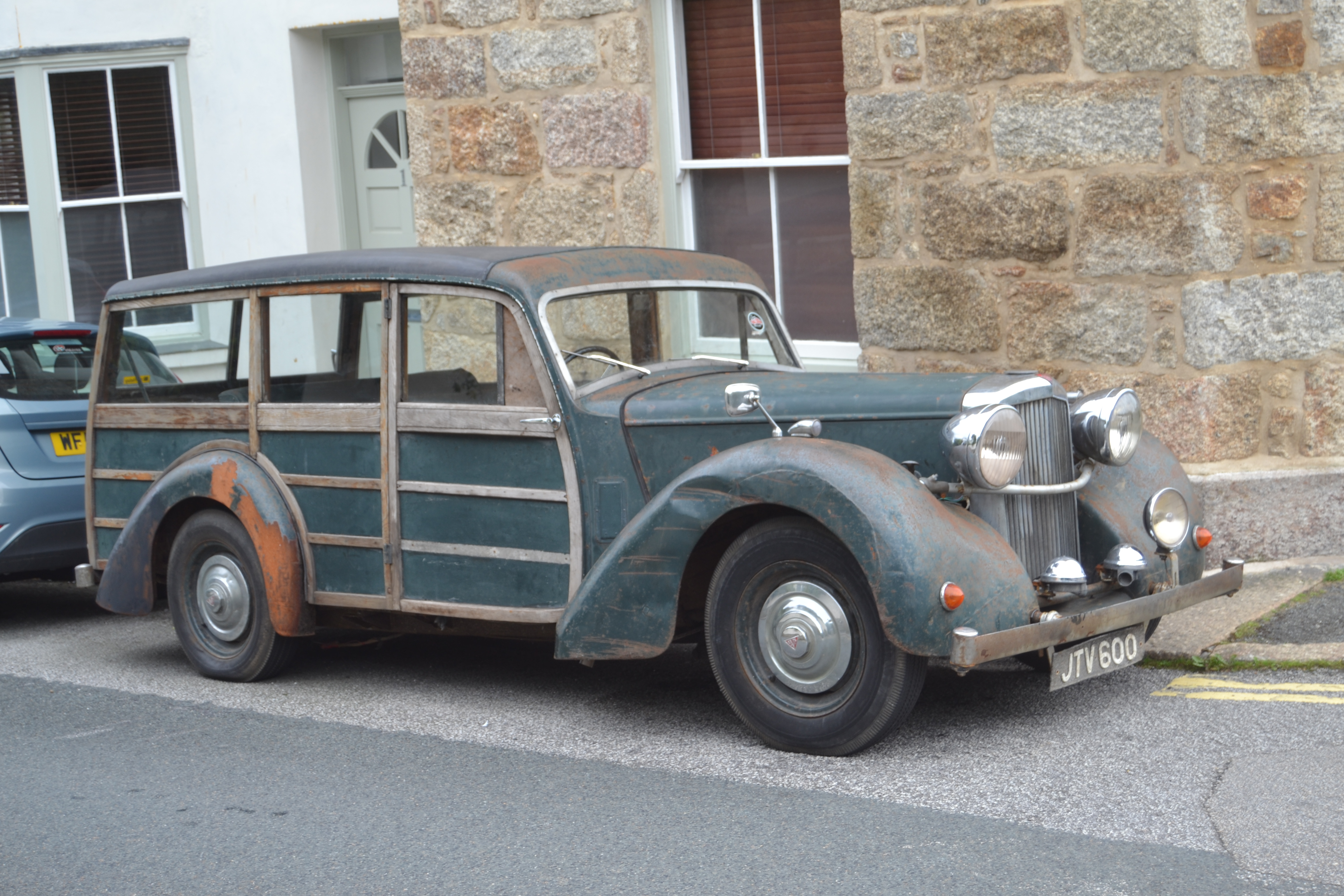
Woodie britischer Herkunft: Alvis TA14 mit Aufbau von Scotney

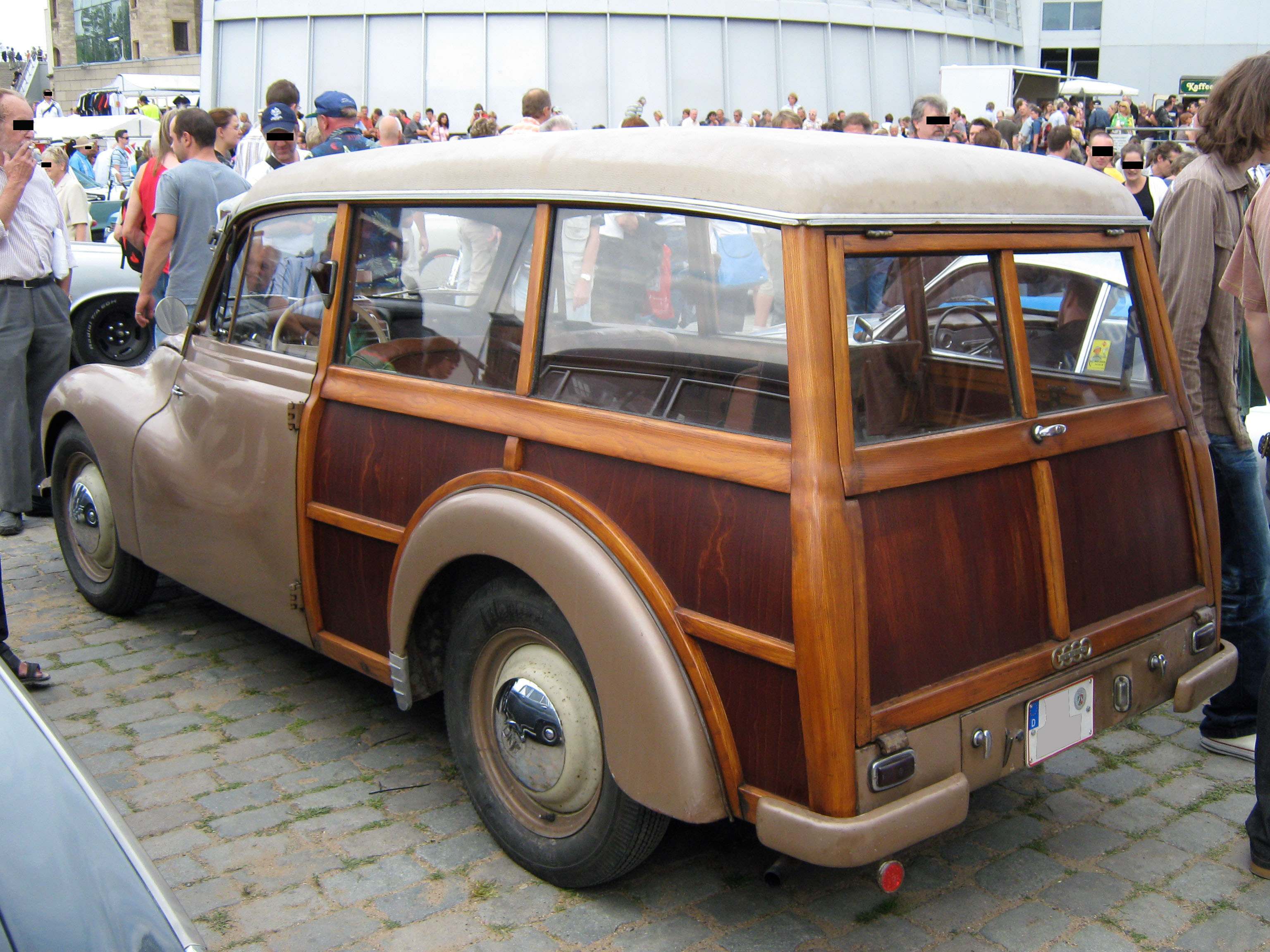
Deutsches Beispiel: DKW F 89 Meisterklasse Universal (1951)

Der „Woodie“ ist, neben dem Shooting brake, die älteste Variante des Kombis. Er entwickelte sich aus dem ursprünglich pferdegezogenen Station Wagon oder Depot Hack (dem Vorläufer sowohl des Kombi wie auch des Pick-up), der mit höheren Seitenwänden, oft einem auf vier Säulen fest angebrachten Dach und der Möglichkeit, dazwischen Planen als Wetterschutz zu spannen, etwas komfortabler gemacht wurde. Solche Fahrzeuge wurden auch Suburban genannt. Der erste regulär in einem Prospekt angebotene Station Wagon war der Hatfield Suburban von 1916.
Nachdem gehobenere Versionen auch auf teureren Fahrgestellen erschienen, setzte sich für dieses Segment die Bezeichnung Estate car durch, weil die Käufer sie für ihre Landhäuser verwendeten. Gehobene Hotels in Touristenorten verwendeten solche Fahrzeuge auch als Hoteltaxis. Typische Fahrzeuge dieser Kategorie waren der Packard 110 und der Packard 120.
Viele Hersteller wie etwa Ford, Chevrolet, Dodge Brothers, Plymouth oder Essex, bauten Woodies auf PKW-Fahrgestellen auf, verkauften sie aber im Nutzfahrzeugkatalog. In den 1930er Jahren wurden die Konstruktionen dekorativer und es wurde versucht, den kantigen Aufbau harmonischer wirken zu lassen. Dazu wurde eine Dachkonstruktion aus Metall gewählt, die außerdem mithalf, die Karosserie zu stabilisieren. Außerdem begann man, zu öffnende Scheiben in den Türen einzubauen, wenn auch die Öffnung hinter den Türen noch länger mit einer aufgeknöpften Persenning abgedichtet wurde. In einem nächsten Schritt wurde auch das Holz vom tragenden Teil der Konstruktion zu einem Zierelement. Dem späteren Chefdesigner von Briggs Manufacturing, Albert W. Prance, gelang es, ein Verfahren zu entwickeln, mit dem sehr dünne Holzpaneele auf Blech angebracht werden konnten. Dieses Verfahren ermöglichte Fahrzeuge wie den 1941 eingeführten Chrysler Town & Country, der auf Anregung des Chrysler-Geschäftsführers Dave Wallace als Sechs- oder Neunsitzer erschien. Er hatte zunächst ein stark gerundetes Heck, das aus einer horizontal geteilten Hecktür bestand. Allerdings ließ sich nur der untere Teil öffnen, die Heckscheibe blieb samt dem Stahldach stehen, in das sie eingelassen war. Diese Lösung ergab sich, weil Chrysler den Windsor Six als Basis nahm und das Dach der 8-sitzigen Imperial Limousine verwendete. Damit wurde T&C der erste serienmäßige Stahldachkombi und möglicherweise der erste Hatchback Sedan, je nachdem, wie man das Heck interpretieren will. Auf Bestellung lieferte Packard den (Eight) One Twenty oder Super Eight in ähnlicher Form, allerdings in Handarbeit. Später ging Chrysler dazu über, den Town & Country (je nach Jahrgang) als Sedan, Hardtop oder Cabriolet anzubieten. Auch der Packard Station Sedan von 1948 bis 1949 war ähnlich konstruiert; dieser Vorläufer des „Lifestyle-Kombis“ fand aber nur wenige Abnehmer.
Die Lösung mit echtem Holz erwies sich als unpraktisch. Einerseits neigte die Karosserie durch Regen- und Spritzwasser, das leicht zwischen Holz und Blech geraten konnte, zu vorzeitiger und übermäßiger Korrosion, andererseits muss das Holz regelmäßig gepflegt werden. Daher wurden die ab 1948 erschienenen Ganzstahlkombis schnell beliebt. So verwendete auch Chrysler nur bis 1947 echtes Mahagoni für die Paneele des Town & Country, danach wurde eine Di-Noc genannte Folie mit einer Holzimitation verwendet. Der Rahmen blieb aber – vorerst – aus Eschenholz. In dieser Form fand sie sich bis in die 1990er Jahre oft an gehobenen US-Kombis und sogar Minivans.
Woodies erlangten später als Gebrauchtwagen große Popularität, nachdem diese Bauweise großen Anklang in der US-amerikanischen Surf-Kultur fand.

### Hochdachkombis
Eine weitere Form des Kombiwagens sind preisgünstige Hochdachkombis, deren populäre Vorläufer die vom Citroën 2CV abgeleiteten Citroën AZU und AK („Kastenente“) und Renault 4 Fourgonette waren.

### Sonderumbauten

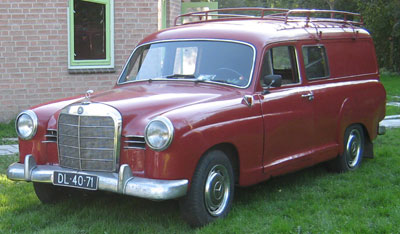
Mercedes-Benz W 121 Kombi-Umbau (1961)

Bevor die großen Automobilhersteller praktisch in jeder Fahrzeugklasse ein Kombimodell anboten, bauten Karosseriebauunternehmen wie Miesen oder Binz Limousinen zu Kombis um oder modifizierten Kombimodelle nach Kundenwunsch oder im Auftrag des Herstellers. Mitunter boten Hersteller diese externen Fahrzeuge auch über das eigene Händlernetz an.
Bekannt sind die Umbauten auf Basis des Citroën CX, die als GTI einerseits über eine hohe Höchstgeschwindigkeit verfügten, andererseits mit einer Doppelachse versehen über eine hohe Zuladung. Beispielsweise setzte in den 1980er Jahren der Pressevertrieb der FAZ mehrere von Heuliez gefertigte CX-Dreiachser für die nächtliche Expressauslieferung der Zeitung ins europäische Ausland ein.
Der Hersteller Artz baute ferner einige Audi 200 zum Kombi um und ein bekanntes Einzelstück (1975 gebaut) ist der Ferrari 365 Kombi. Weitere sieben Exemplare des Ferrari 456 wurden für den Sultan von Brunei zum Kombi umgebaut.
Auch Leichenwagen sind oftmals umgebaute oder gar verlängerte Kombis.

### Lifestyle-Kombis

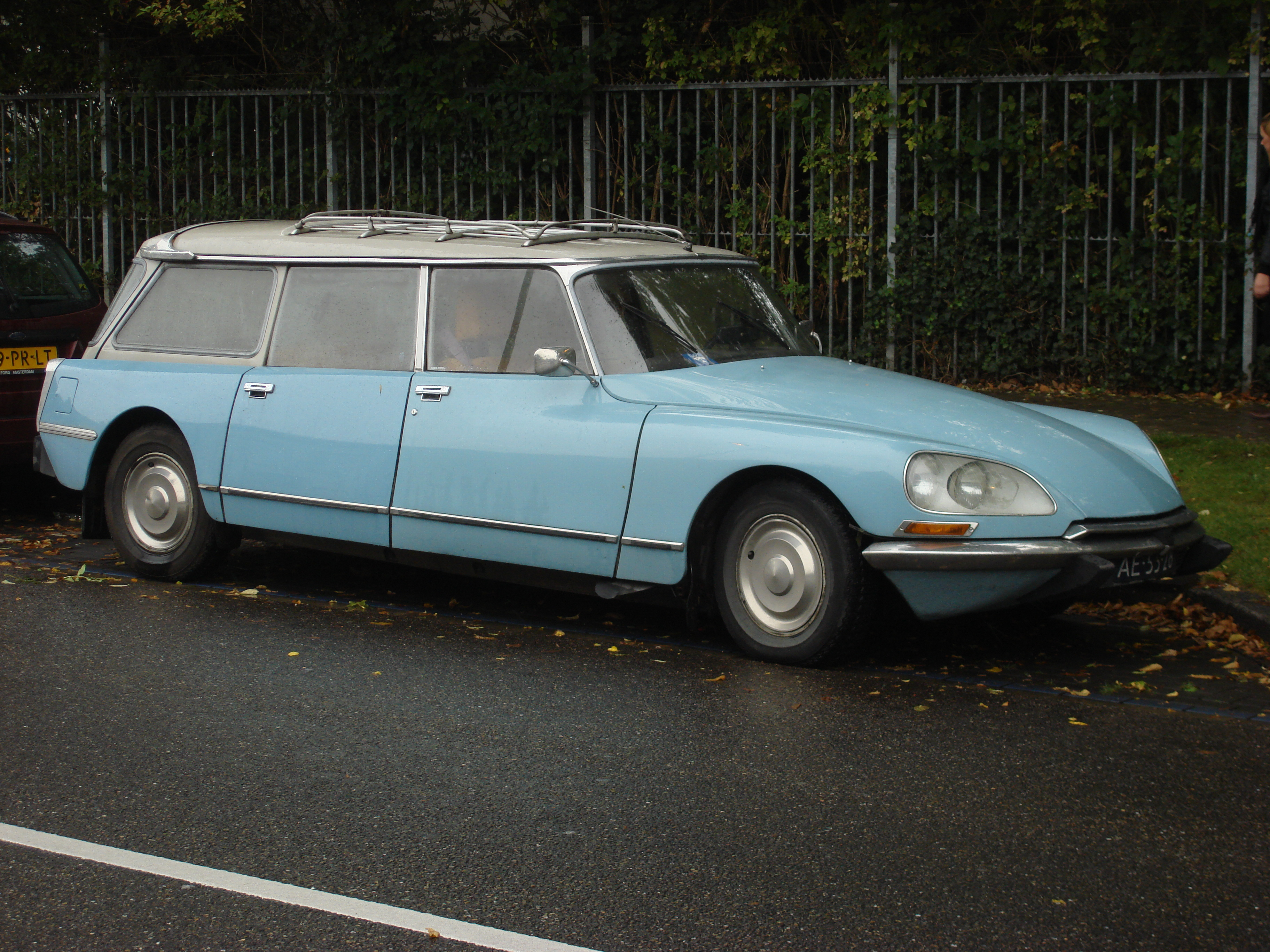
Citroen DS Break (1958–1977)

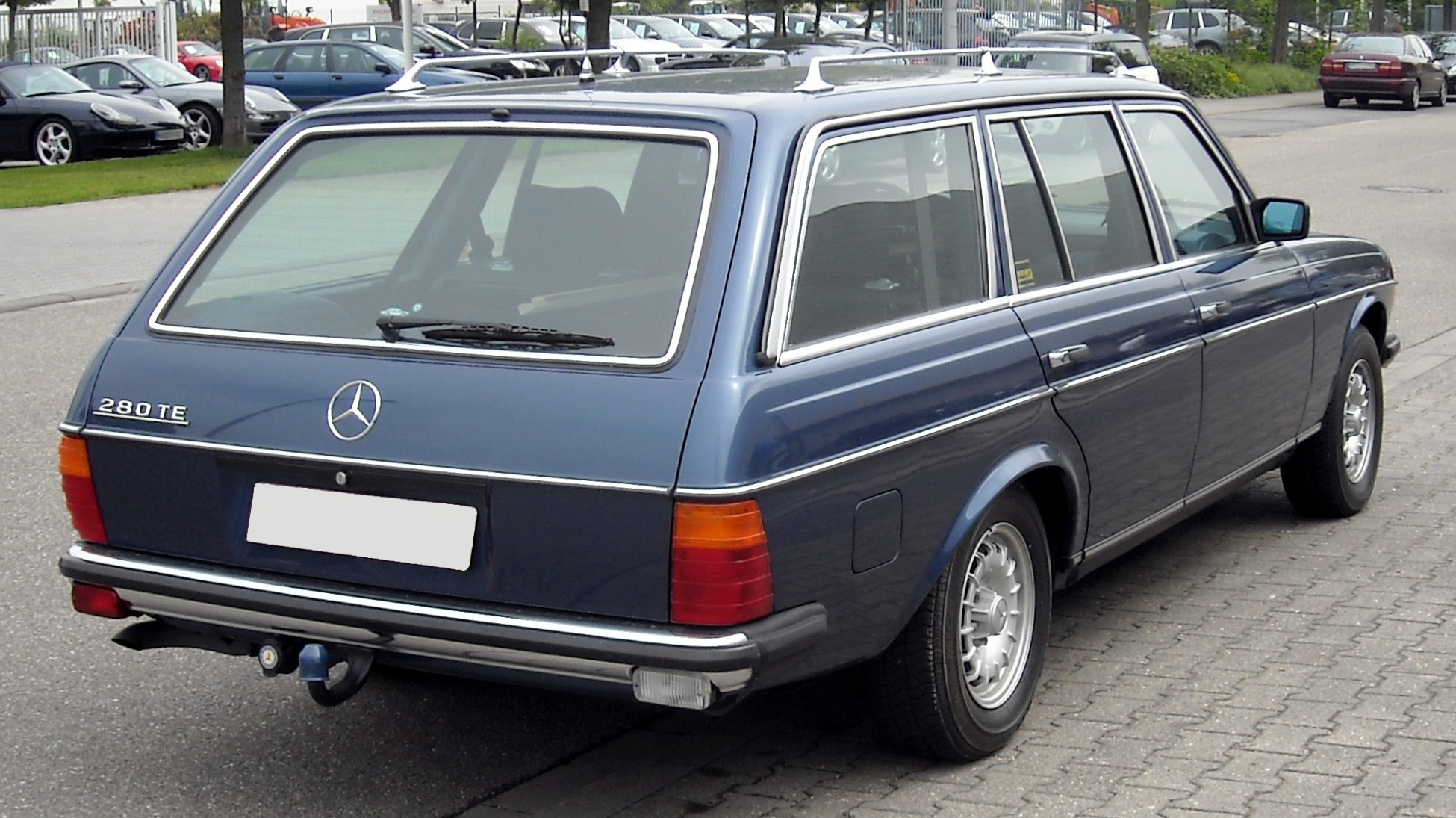
Mercedes-Benz S 123 (1978)

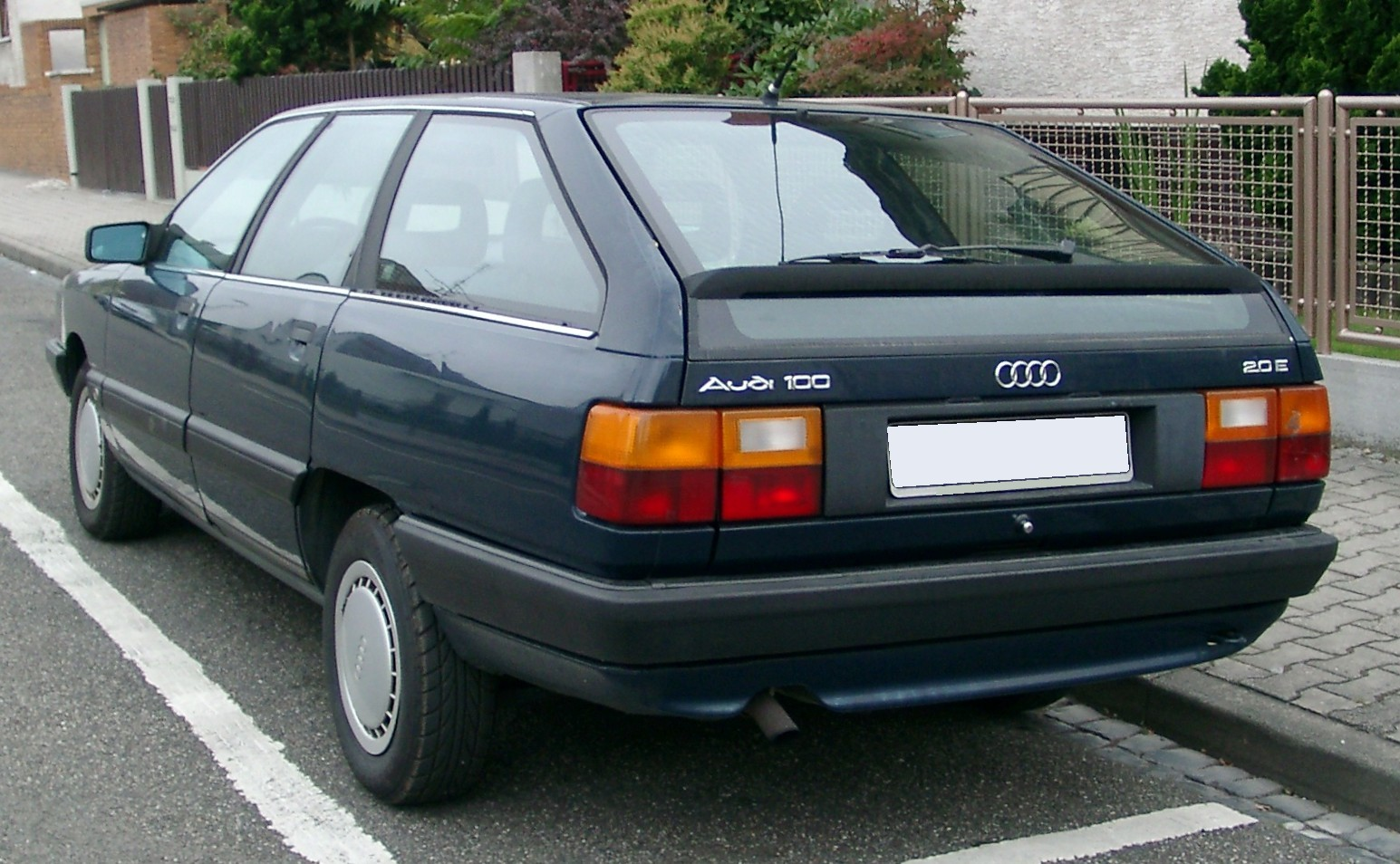
Audi 100 Avant (1983)

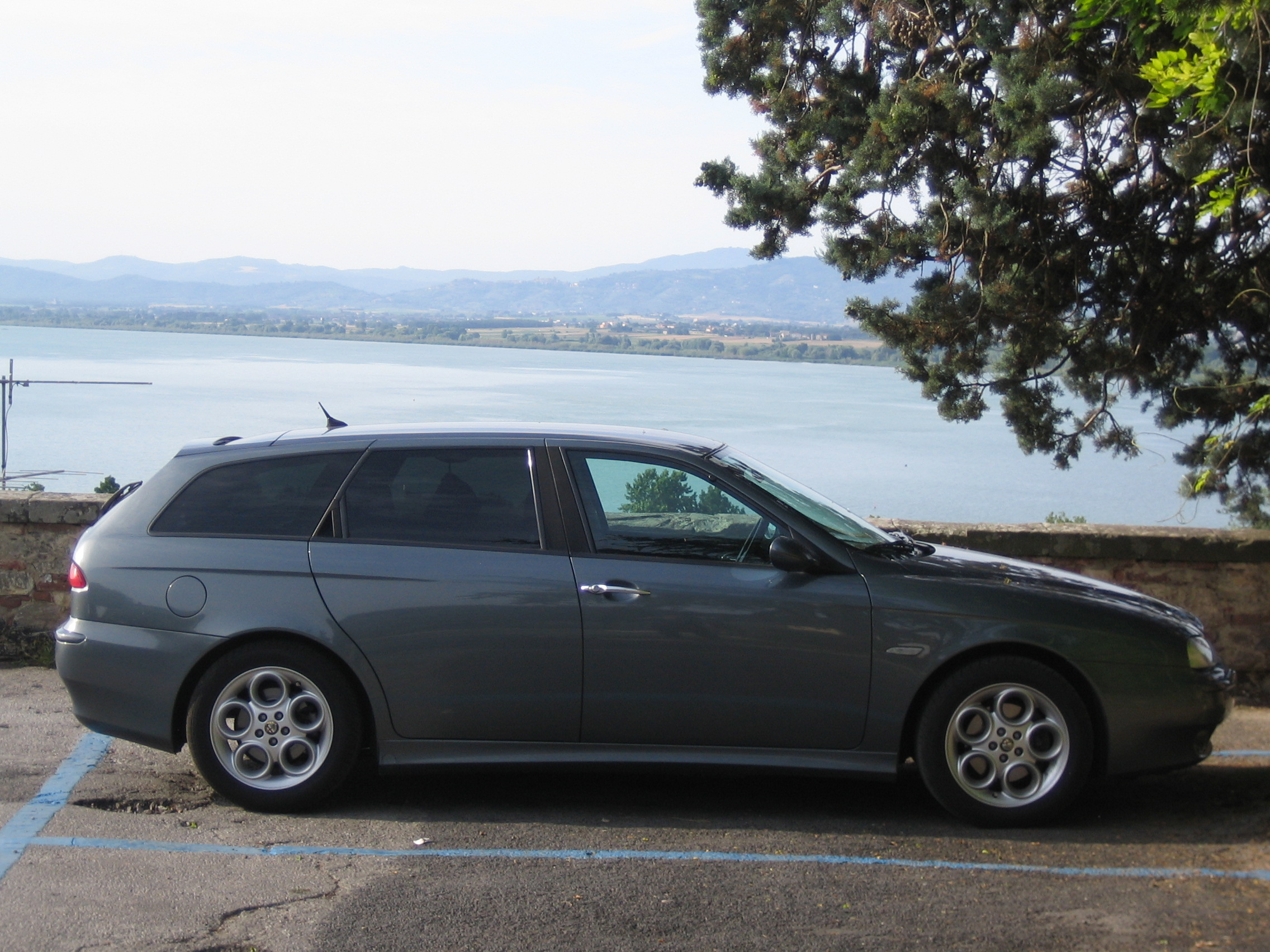
Alfa Romeo 156 Sportwagon (2000), „Lifestyle-Kombi“

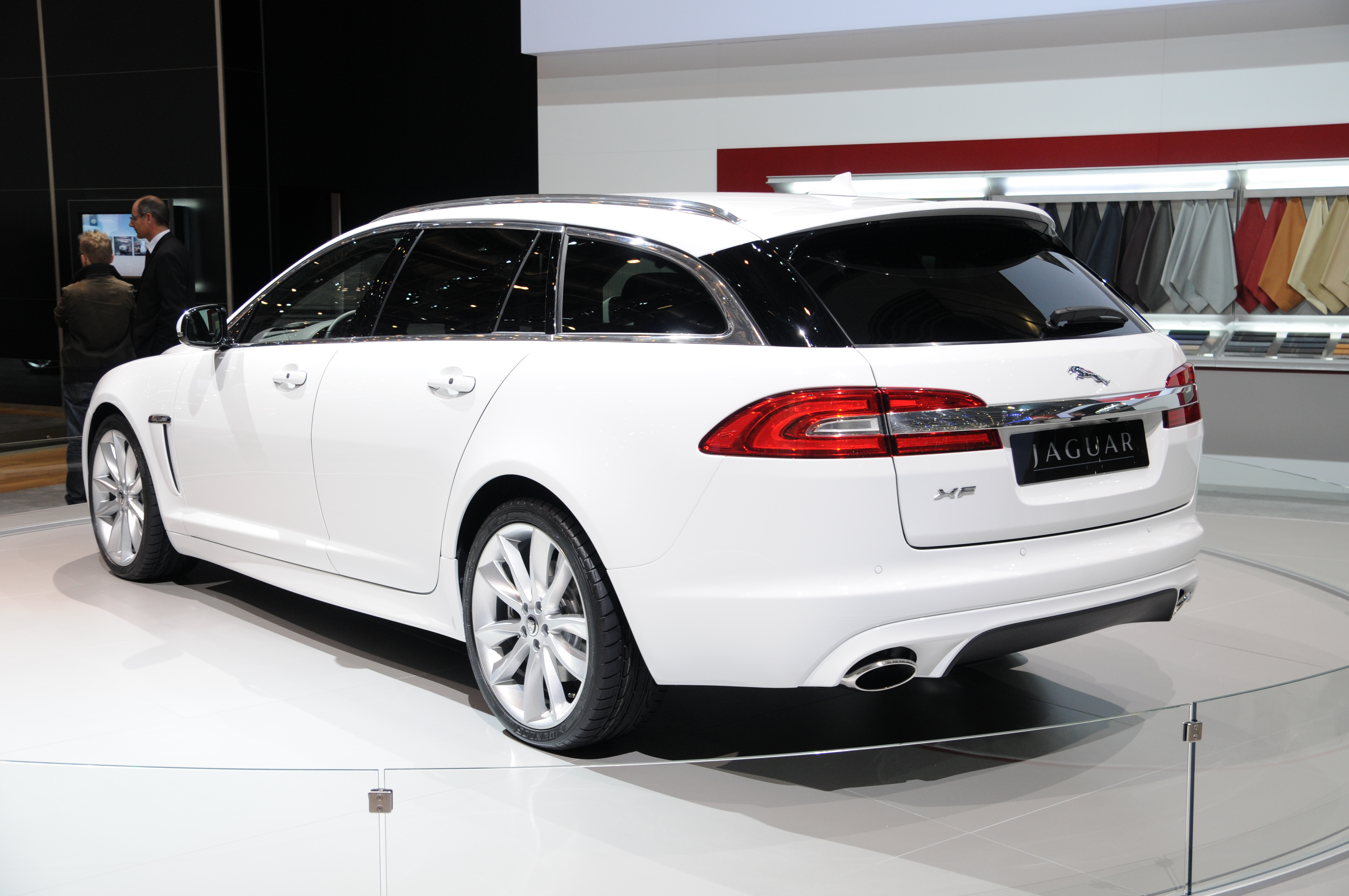
Jaguar XF Sportbrake (2012)

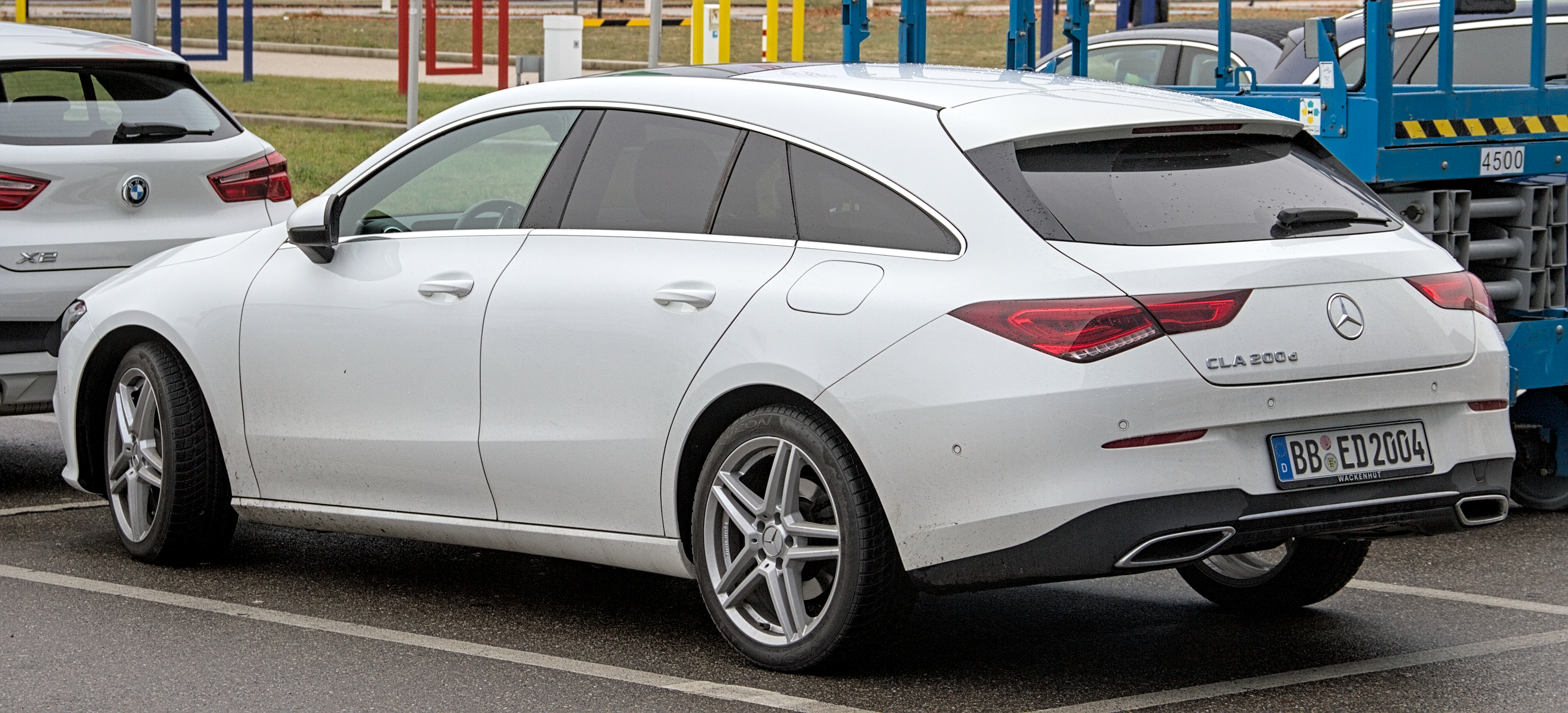
Mercedes-Benz CLA Shooting Brake (2019)

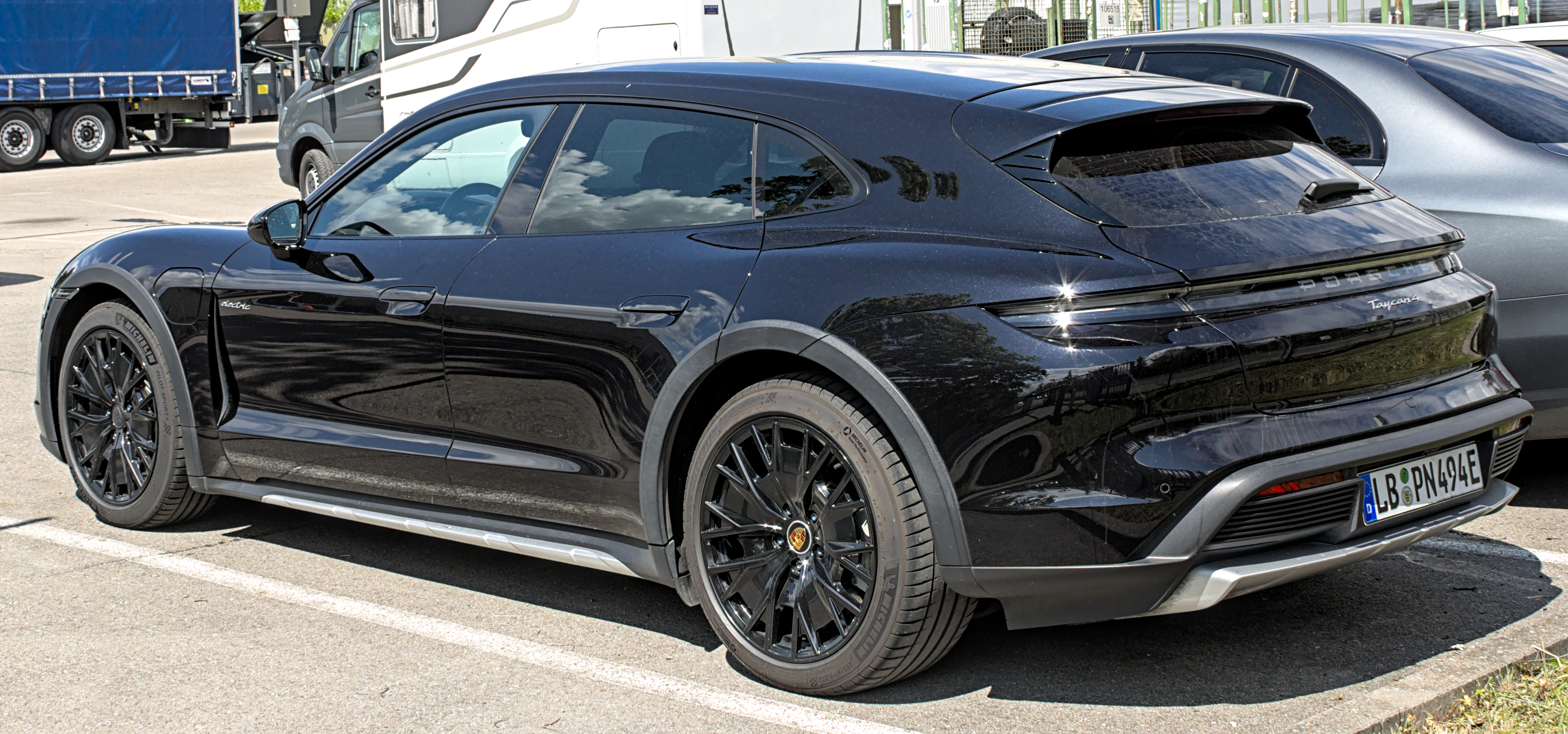
Porsche Taycan Cross Turismo (2021)

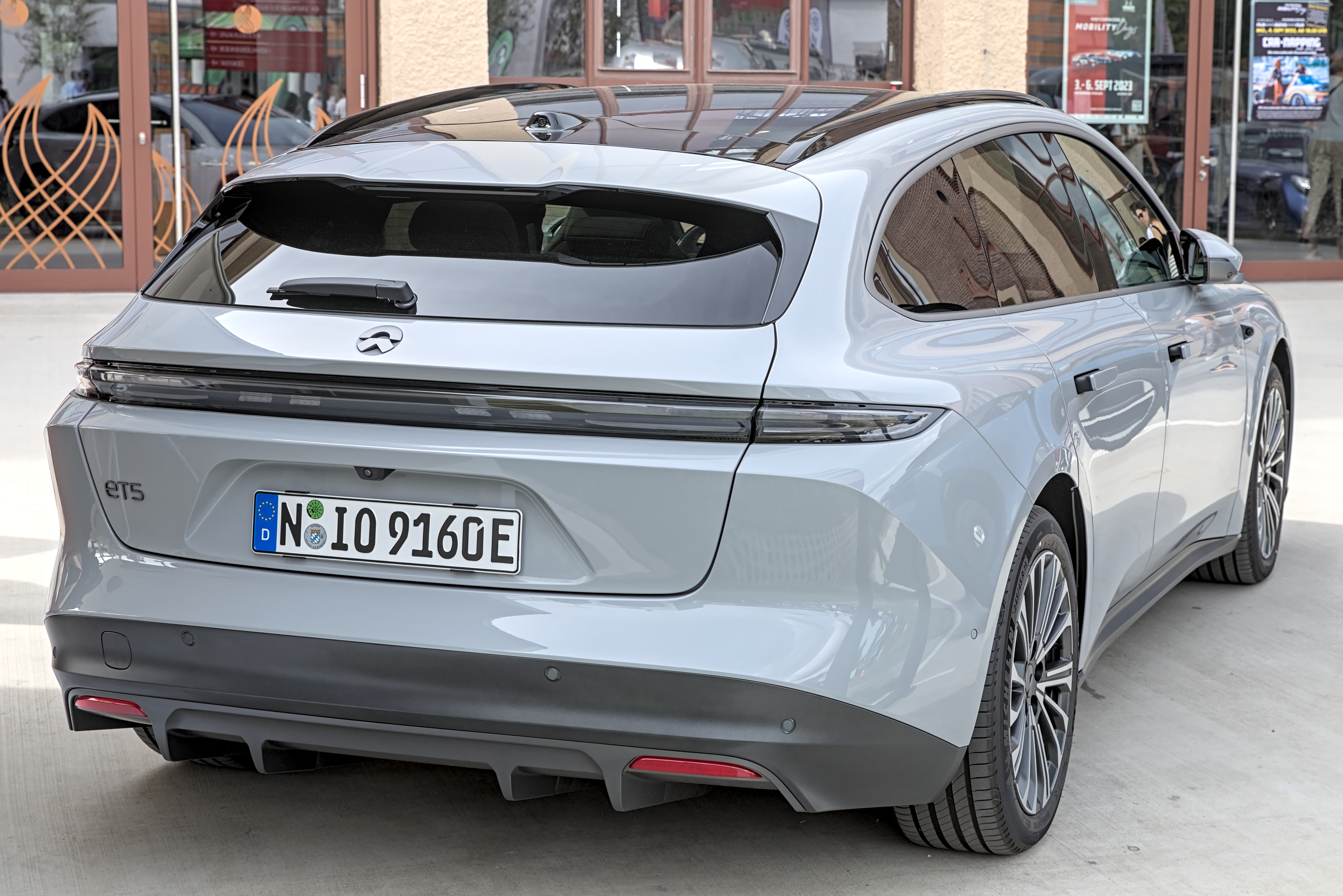
Nio ET5 Touring (2023)

Einige heutige und ehemalige Kombis werden oft als „Lifestyle-Kombi“ bezeichnet. Erste Modelle dieser Gattung verzichteten nicht auf ein großes Ladevolumen und setzen als Abgrenzung von den „Last-Eseln“ auf eine üppige Ausstattung mit abgedecktem Kofferraum, Kopfstützen hinten usw., z. B. bei Citroën, Mercedes-Benz und Volvo. Erst auf dem Gebrauchtwagenmarkt wurden diese Fahrzeuge typische Handwerkerautos.
Im Lauf der Zeit wurde mittels einer früh abfallenden Hecklinie das maximale Ladevolumen zugunsten der eleganten Form geopfert, da man vornehmlich auf eine Sport- und Freizeitnutzung des Kofferraums setzte, vergleichbar traditioneller Shooting Brakes, diesem Beispiel folgten viele Lifestyle-Kombis.
Beispiele:
- Die im April 1978 eingeführte Kombiversion des Mercedes-Benz 123 – von Mercedes-Benz „T-Modell“ (S 123) genannt. „T“ wählte man im Hinblick auf „Tourismus“ und „Transport“. Die erfolgreiche Baureihe – vom Serienbeginn im November 1975 bis Januar 1986 liefen insgesamt fast 2,7 Millionen Fahrzeuge vom Band – setzte damals Maßstäbe in der Fahrzeugsicherheit und war Wegbereiter des Kombis in dieser Klasse (bei Mercedes-Benz später „E-Klasse“ genannt).
- Im August 1982 präsentierte Audi einen neuen Audi 100. Ab Mitte 1983 gab es vom Audi 100 auch eine Avant-Version, die bis Ende 1990 gebaut wurde. Dieses Modell hatte eine sehr schräge Rückscheibe, was erstmals das maximal mögliche Ladevolumen verminderte.
- Anfang der 1980er Jahre entwickelte Lancia zusammen mit Saab eine Limousine der oberen Mittelklasse, Lancia bot ab 1986 auch den Kombi an, Saab das Schrägheck (der Kooperation schlossen sich später Fiat und Alfa Romeo an). Etwas unterhalb war ab 1994 der Mittelklassewagen Lancia Dedra, dessen Kombi mit gehobener Innenausstattung ebenfalls in Richtung Lifestyle zielte.
- 1983 präsentierte Alfa Romeo den 33, die Kombiversion war anfangs recht konventionell und als Giardinetta bezeichnet, dies änderte sich mit dem Facelift, als daraus der Sportwagon wurde.
- 2000 stellte Alfa Romeo den 156 Sportwagon vor. Dieser kann mit dem abfallenden Heck und der Coupé-Linie als erster „Lifestyle-Kombi“ im modernen Sinn gelten. Aufgrund des Erfolgs griffen auch andere Hersteller das „Sports-“ für Kombis auf.
- Mercedes-Benz bot den Mercedes-Benz CLS von Oktober 2012 bis Anfang 2018 auch als „CLS Shooting brake“ an.[6][7]
- Jaguar brachte im November 2012 den Jaguar XF Sportbrake auf den Markt.[8]

## Andere Bezeichnungen für Kombi
Viele Automobilhersteller haben eigene Verkaufsbezeichnungen für den Begriff Kombi. Schon in den 1960er Jahren bezeichneten in Deutschland beispielsweise Ford und Opel ihre Kombiwagen als „Turnier“ (Ford) und „CarAVan“ (Opel). VW verwendete die Bezeichnung „Variant“. Später zog Audi mit der Bezeichnung „Avant“ nach. Vermutlich soll dies Assoziationen zum Nutzfahrzeug vermeiden und andere Zielgruppen (neben den Handwerkern) ansprechen. Auch kann der Begriff „Kombi“ markenrechtlich nicht geschützt werden. Dem Beispiel von Alfa Romeo mit dem Sportwagon folgten weitere Marken und setzten das „Sports-“ mit Kombi gleich.
- Aerodeck (Honda)
- Avant (Audi)
- Break (Französisch)
- Caravan (Opel)
- Clipper (Ford in Belgien)
- Clubman (sowohl der Mini von British Leyland als auch der Mini von BMW)
- Combi (Borgward, Renault, Škoda, Toyota)
- Country Sedan (Packard)
- Country Squire (Ford USA)
- Countryman (Austin)
- Cross Country (Rambler, Nash, American Motors)
- Cross Turismo (Porsche Taycan)
- Crossover Wagon (Hyundai i30)
- Estate (Britisches Englisch, Buick, Chevrolet)
- Familial (Französisch, Peugeot)
- Familiale (Französisch, Citroën, Peugeot)
- Familiare (Fiat)
- Fiesta (Oldsmobile)
- Giardinetta (Alfa Romeo)
- Giardiniera (Fiat, z. B. Fiat 500 Topolino und Fiat Nuova 500)
- Grandtour (Renault)
- GT (Denza Z9, Zeekr 007)
- Handyman (Chevrolet)
- Kingswood (Chevrolet)
- Marina (Tata Indigo)
- MCV (Dacia Logan)
- Multiwagon (Fiat Stilo)
- Nevada (Renault 21)
- Panorama (Fiat)
- Rural (Spanisch, Südamerika)
- Safari (Pontiac)
- Savanna (Renault 21)
- Shooting Brake (Aston Martin, Genesis G70, Mercedes-Benz und VW Arteon)
- Sierra (Dodge)
- Sportback (Audi A3)
- Sportbrake (Jaguar XF)
- SportCombi (Saab)
- Sport Kombi (Mazda6)
- Sport Tourer (Seat)
- Sports Tourer (Opel Insignia und Opel Astra)
- Sport Turismo (Porsche)
- Sportswagon (Kia Optima und Kia cee’d)
- Sportwagon (Alfa Romeo)
- Station Sedan (Packard)
- Sporty Wagon (Kia cee’d)
- Station Wagon (Amerikanisches Englisch, Australisches Englisch, Lancia, Daewoo, Fiat, Subaru)
- Suburban (Plymouth)
- SW (Fiat, Lancia, Peugeot)
- T-Modell (Mercedes-Benz)
- Tourer (Citroën, Honda, Rover und VW ID.7)
- Touring (BMW, Chrysler 300C, GWM Ora 07, Nio und Toyota bZ4X)
- Touring Sports (Toyota)
- Tourist (Wartburg)
- Town & Country (Chrysler)
- Traveler (Mercury, IH)
- Traveller (Ford in Österreich, Morris, Nissan)
- Turnier (Ford in Deutschland)
- Universal (Mercedes-Benz Typen W 110, W 111; Lada, Trabant)
- V (Volvo)
- Variable (Renault 12, 18)
- Variant (Volkswagen, Audi F103)
- Vario (Seat)
- Voyage (Opel)
- Wagon (Amerikanisches Englisch, Australisches Englisch)
- Weekend (Fiat)